# 미스틱 퍼즐
미스틱 퍼즐(Mystic Puzzle)은 대한민국의 프로젝트 그룹으로, 2008년 1월 16일 음반 Mystic Puzzle Land를 발매하였다.